# Лев Аллат

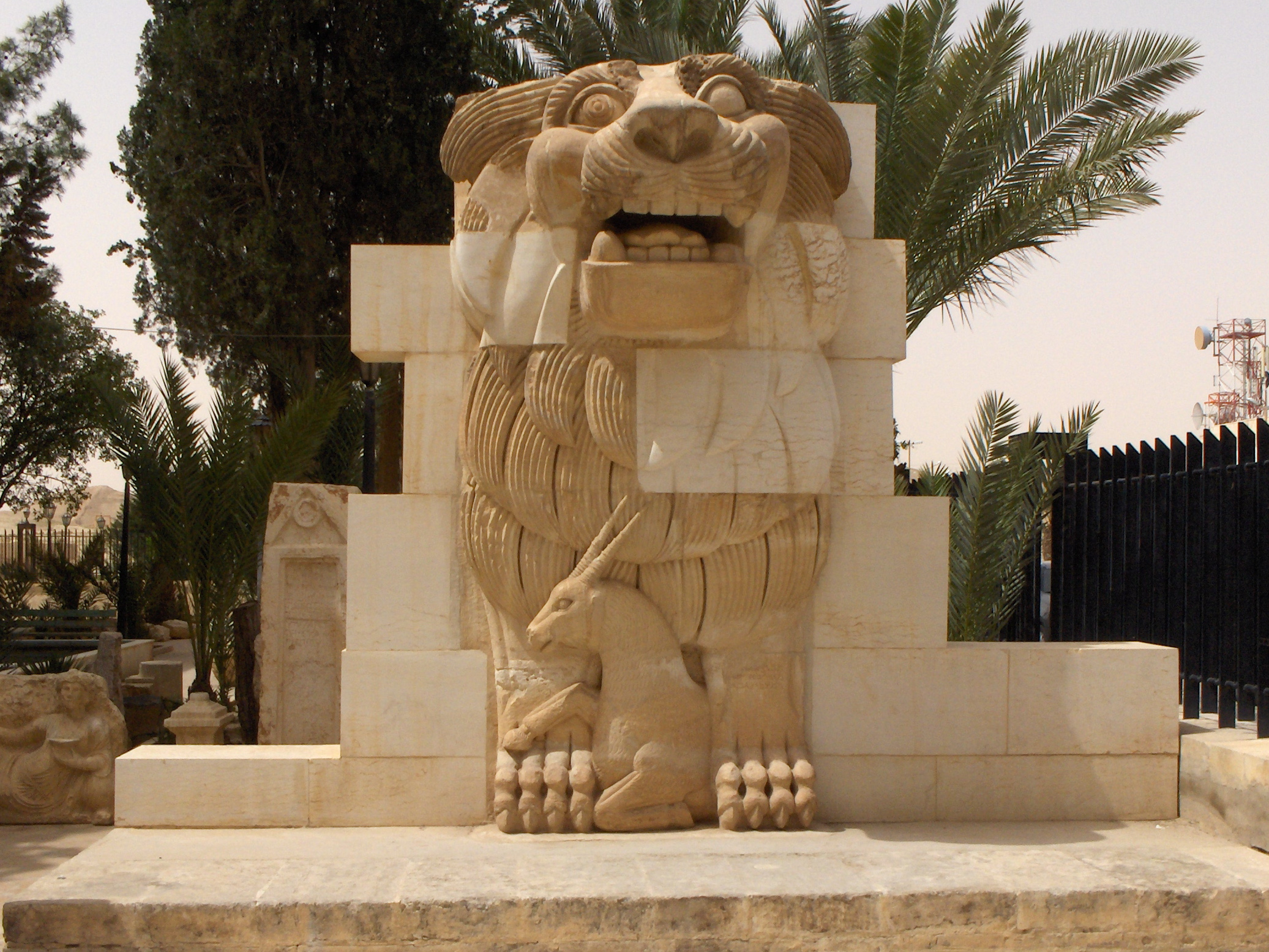
Лев Аллат, 2010

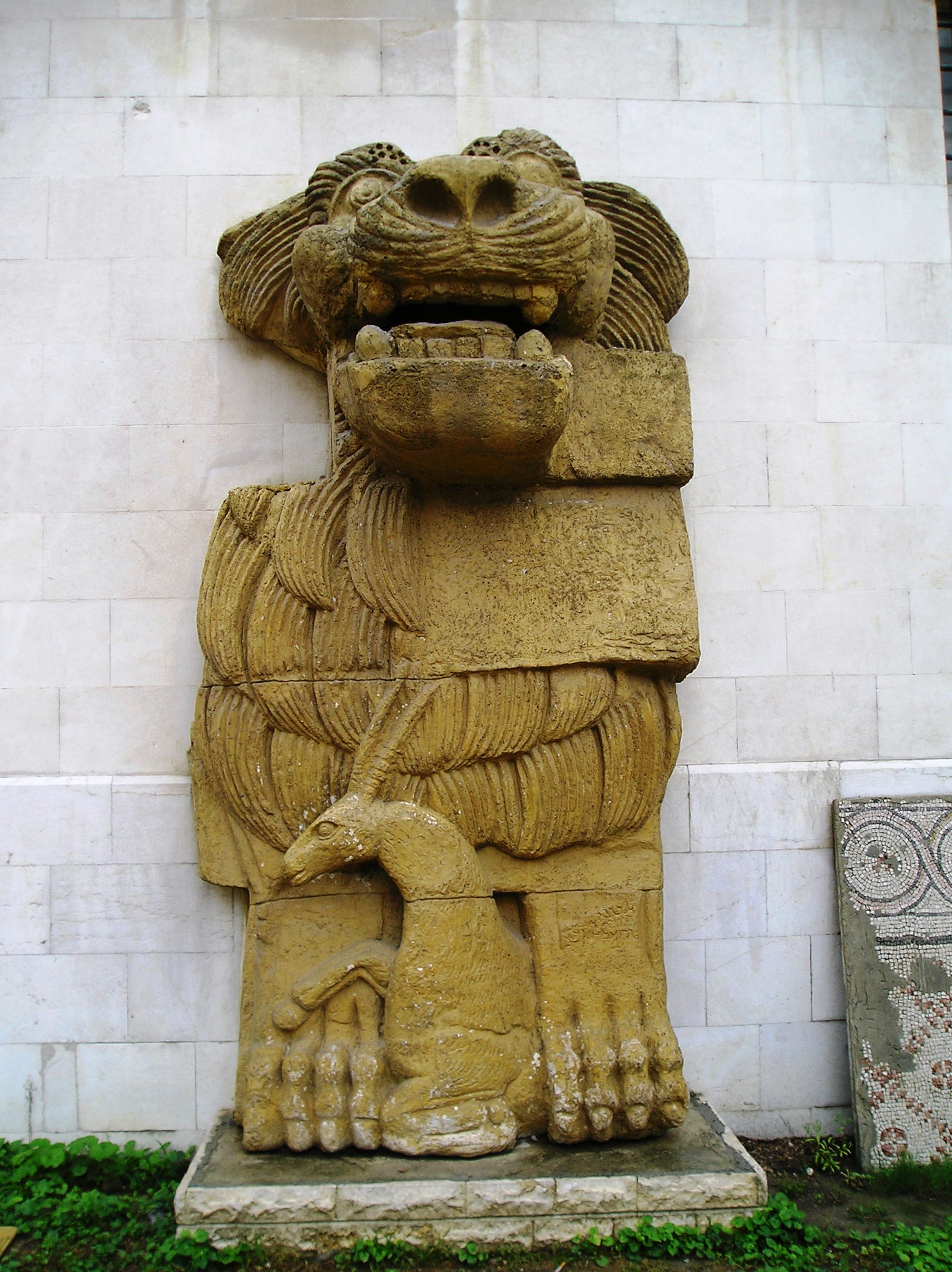
Статуя до реставрации 2005 года.

Лев Аллат (араб. اللات‎) — древняя статуя льва, охраняющего газель, украшавшая храм древнеарабской богини Аллат в Пальмире (Сирия). Статуя была сделана из известнякового камня в начале I века, имела высоту 3,5 м и вес 15 тонн. Лев считался супругом Аллат. Газель символизировала нежные и любящие черты Аллат: в то время кровопролитие запрещалось под угрозой возмездия Аллат. На левой лапе льва была частично повреждённая надпись на пальмирском: tbrk ʾ[it] (Аллат благословит) mn dy lʾyšd (любого, кто не прольёт) dm ʿl ḥgbʾ (кровь в святилище).

## Открытие и реставрация
Статуя была открыта в 1977 году группой польских археологов под руководством доктора Михала Гавликовского. Она была найдена по частям, которые ещё в античности были использованы в фундаменте храма. Впоследствии было решено собрать части перед входом в музей Пальмиры. Задача была выполнена реставратором Юзефом Газы. В 2005 году статуя претерпела реставрацию для устранения проблем сборки. В итоге статуя была восстановлена согласно своему первоначальному внешнему виду — как рельеф, выпрыгивающий из стены. Во время гражданской войны в Сирии статую защитили металлической пластиной и мешками с песком. Однако 27 июня 2015 года статуя была разрушена «Исламским государством» после захвата им Пальмиры.
После освобождения Пальмиры сирийской армией в марте 2016 года сюда была направлена группа ЮНЕСКО для изучения состояния памятников. Обнаруженные фрагменты льва были доставлены в Дамаск для проведения реставрационных работ. Спустя 2 месяца статуя была восстановлена под руководством археолога Бартоша Марковски, и теперь вновь выставлена на обозрение публики.